# Annika Strandhäll

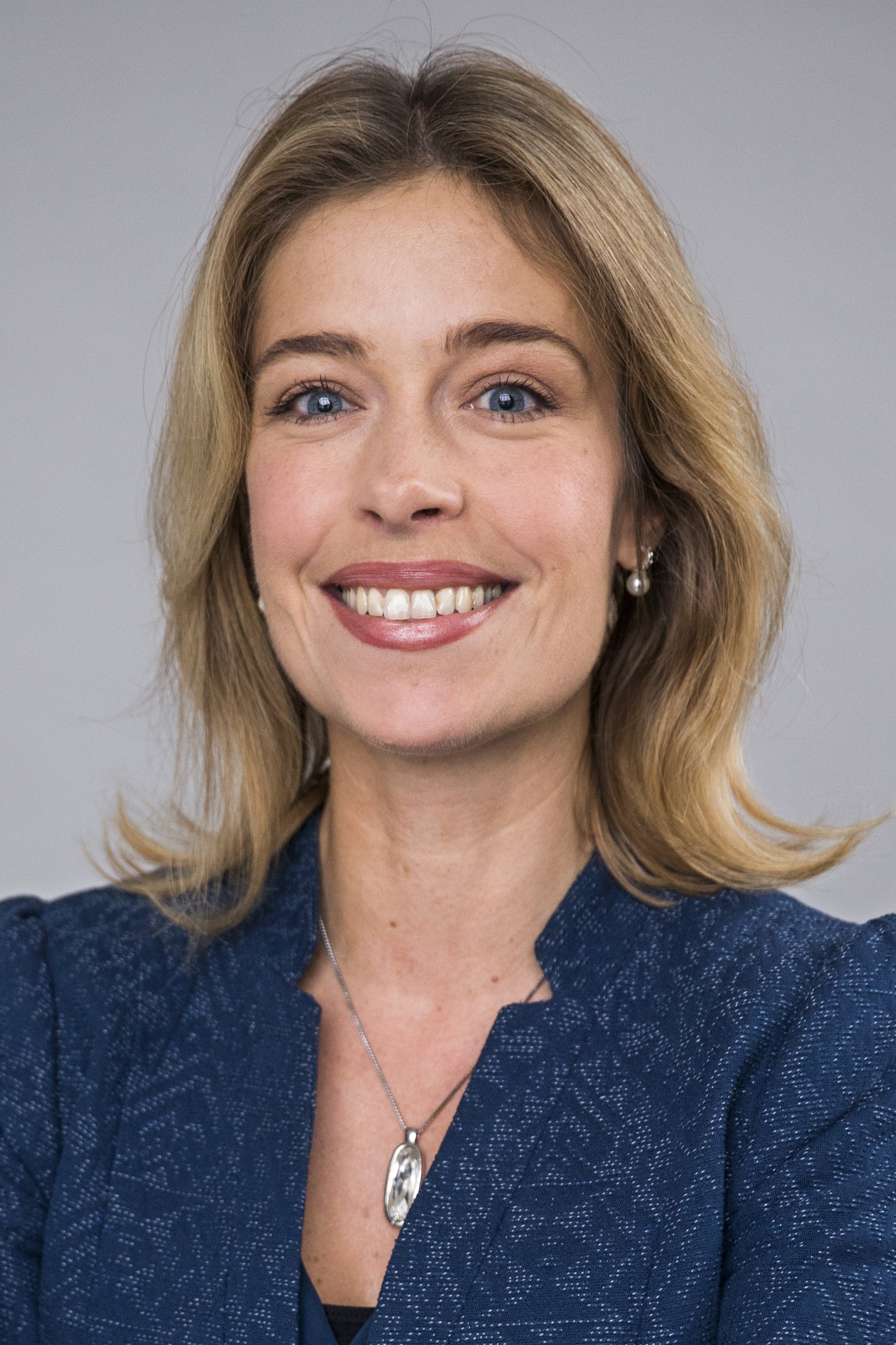
Annika Strandhäll, 2014

Annika Strandhäll (* 30. April 1975 in Göteborg) ist eine schwedische Gewerkschafterin und Politikerin. Sie war zuletzt Ministerin für Umwelt und Klima in der Regierung Andersson. Sie gehört der Sozialdemokratischen Arbeiterpartei Schwedens an. Zwischen 2014 und 2019 bekleidete sie verschiedene Ministerämter in den Regierungen Löfven I und Löfven II. Zuletzt war sie dort Sozialversicherungsministerin.

## Persönlicher Werdegang
Nach der Sekundarschule studierte Annika Strandhäll an der Universität Göteborg Psychologie und Soziologie. 2007/2008 kehrte sie für weitere Studien in Organisations- und Beschäftigungspsychologie sowie Organisation und Management dorthin zurück.

## Politischer Werdegang
Von 1996 bis 2011 war Annika Strandhäll Projektmanagerin für ein Arbeitsmarktprojekt in Göteborg. Von 2003 bis 2004 war sie Koordinatorin für Berufsanfänger in der europäischen Region Ferney-Voltaire, Frankreich.
2003 übernahm sie den Vorsitz der Gewerkschaft Vision (ehemals SKTF und Sveriges Kommunaltjänstemannaförbund), die Angestellte in Verwaltungen von Städten, Gemeinden, Regionen und Kirchen vertritt.
In der Regierung Löfven I hatte sie von 2014 bis 2017 das Amt der Sozialversicherungsministerin inne. Am 27. Juli 2017 wurde sie im Zuge einer Regierungsumbildung Sozialministerin. In der Regierung Löfven II, die am 21. Januar 2019 ihre Arbeit aufnahm, war sie wieder Sozialversicherungsministerin. Am 30. September 2019 kündigte sie nach dem Tod ihres Lebensgefährten ihren Rücktritt an.
Nach der Wahl Magdalena Anderssons zur Ministerpräsidentin im November 2021 kehrte Strandhäll in die Regierung zurück und leitete seitdem das Umweltministerium bis zur Übergabe der Regierungsgeschäfte an das Kabinett Kristersson.

### Aufgaben in der Regierung Löfven
Zu Annika Strandhälls Aufgabengebieten als Ministerin für Gesundheit und Soziales gehörten die Sozialversicherung, namentlich die Renten- und Krankenversicherung, die Versicherung und die Beihilfen für Eltern, die öffentliche Gesundheitsfürsorge, der Sport sowie das Gesundheitssystem Schwedens.

### Politische Schwerpunkte in der Regierung Löfven (Auswahl)
- Geschlechtergerechte Renten

Die Politikerin setzte sich für geschlechtergerechte Renten ein und rief dazu 2015 eine Arbeitsgruppe ins Leben. Diese veröffentlichte 2016 einen Bericht, der die Unterschiede der Rentenhöhe von Frauen und Männern analysierte. Nach den Ergebnissen erhalten Frauen in Schweden durchschnittlich 30 Prozent weniger Rente als Männer. Auch nach Ursachen suchte man. Diese Ergebnisse wurden anderen Organisationen zugänglich gemacht, und die Rückmeldungen führten zu einem Aktionsplan für geschlechtergerechte Renten. 2017 stimmte das Pensionskomittee im Reichstag einem Plan zu, der aus acht Teilen besteht. Er unterzieht unter anderem die Grundversorgung im Rentensystem einer Prüfung und erleichtert die Übertragung von Premiumpensionen in einer Partnerschaft. Die Ministerin sagte: „Wir wissen, wie viele Rentner kaum über die Runden kommen, und dass 80 Prozent der Garantierentebezieher Frauen sind. Ein wichtiger Teil der fortgesetzten Bemühungen ist daher zu prüfen, wie die Grundrente gestärkt werden kann. Eine umfassende Prüfung der Grundversorgung hat es seit ihrer Einführung vor 20 Jahren nicht gegeben und es ist an der Zeit, etwas zu unternehmen.“
Annika Strandhäll und die Arbeitsgruppe für geschlechtergerechte Renten hielten einen Dialog mit den Sozialpartnern über Maßnahmen für eine Verlängerung der Lebensarbeitszeit für wichtig und stellten die organisatorischen Weichen dafür. 2016 wurde hierzu der Bericht Statement of intent on a longer working life veröffentlicht.

## Ämter

### National
Annika Strandhäll war im Zeitraum 2000 bis 2014 Präsidiumsmitglied mehrerer gewerkschaftlicher Organisationen, unter anderem von 2005 bis 2008 Vorsitzende der Swedish Union of Local Government Officers in Göteborg. Ihr Einsatz für Geschlechtergerechtigkeit prädestinierte Annika Strandhäll für eine Mitgliedschaft einer Delegation für Geschlechtergerechtigkeit in der Arbeitswelt, der sie von 2011 bis 2014 im Auftrag der schwedischen Regierung angehörte. Von 2013 bis 2014 war sie Vizepräsidentin der Versicherungsgesellschaft Folksam Sak.

### International
Annika Strandhälls Engagement auf gewerkschaftlicher Ebene führte auch dazu, dass sie auf internationaler Ebene einer Reihe von Präsidien angehörte.
Von 2011 bis 2014 war Annika Strandhäll Vizepräsidentin der Nordens Offentliganställdas Fackliga Sam Organisation, eines Verbandes der Gewerkschaften für den Öffentlichen Dienst in den nordischen Ländern. Im selben Zeitraum gehörte sie auch dem Präsidium der European Federation of Public Service Unions und des Nordic Public Services Council an. Von 2013 bis 2014 war sie Vizepräsidentin von Public Services International.